# Hồng tước
Hồng tước (tên khoa học: Linaria cannabina) là một loài chim trong họ Fringillidae.

## Phân loài
- L. c. autochthona (Clancey, 1946)
- L. c. cannabina (L., 1758)
- L. c. bella (Brehm, 1845)
- L. c. mediterranea (Tschusi, 1903)
- L. c. nana Tschusi, 1901
- L. c. meadewaldoi (Hartert, 1901)
- L. c. harterti (Bannerman, 1913)

## Tham khảo

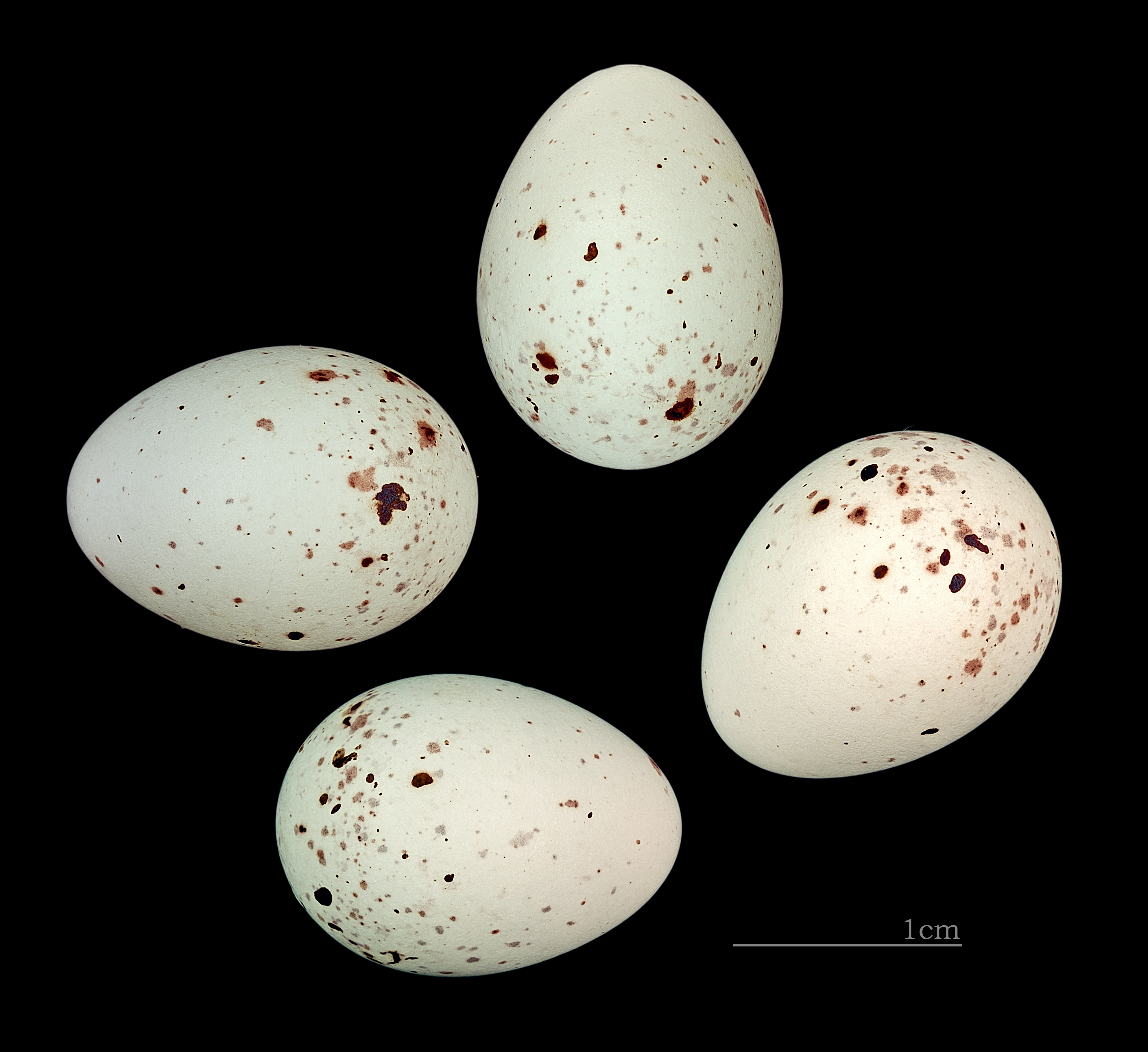
Trứng chim Carduelis cannabina cannabina